# Cryptocephalus pallifrons
Cryptocephalus pallifrons  (лат.) — вид листоедов (Chrysomelidae) из подсемейства скрытоглавов (Cryptocephalinae). Встречается в палеарктическом регионе от Франции до Монголии.

## Вариетет
- Cryptocephalus pallifrons var. epipleuralis Weise, 1898
- Cryptocephalus pallidifrons var. irkutensis Clavareau, 1913